# Nicolae Păiș
Nicolae Păiș (n. 11 iulie 1887, București – d. 16 septembrie 1952, Sighet) a fost un amiral român, care a deținut funcțiile de ministru al aerului și marinei (4 iulie - 4 septembrie 1940), precum și pe cea de subsecretar de stat la Ministerul Apărării Naționale pentru Marină (1940; 1941-1943).

## Biografie
Nicolae T. Păiș s-a născut la data de 11 iulie 1887 în orașul București. A absolvit Școala Superioară de Artilerie din Italia și apoi Școala Superioară de Război din Paris. A fost numit apoi ca adjutant regal (1926-1931), fiind avansat la rangul de contraamiral adjutant și deținând ulterior funcția de șef de Stat Major la Marină (1933).
La data de 11 mai 1940, contraamiralul adjutant Nicolae Păiș a fost numit în funcția de subsecretar de stat la Ministerul Aerului și Marinei. După formarea guvernului Ion Gigurtu, a fost numit în funcția de ministru al aerului și marinei, deținând această funcție în perioada 4 iulie - 4 septembrie 1940.
În perioada 4 aprilie 1941 - 19 februarie 1943, contraamiralul Nicolae Păiș a deținut funcția de subsecretar de Stat la Ministerul Apărării Naționale pentru Marină, demisionând apoi.
La data de 21 mai 1946, în baza ordinului C.M.C. nr. 11703/1946, i s-a făcut o percheziție la domiciliul său, dar nu s-a găsit nimic incriminatoriu. Deși amiralul Păiș a fost găsit bolnav la pat, comisarul de poliție Constantin Niculescu l-a ridicat și l-a trimis la serviciul medical al închisorii Văcărești. După o perioadă, a fost eliberat provizoriu.
A fost rearestat la data de 13 august 1948 și condamnat la 3 ani de închisoare. La 20 august 1951, a fost transferat de la închisoarea Aiud la închisoarea Sighet, unde erau încarcerați foștii demnitari. Fiind bolnav și lipsit de orice fel de îngrijire medicală, a protestat împotriva tratamentului de exterminare la care era supus, prin declararea unei greve a foamei de 40 de zile. Amiralul Nicolae Păiș a murit în celula 27 a penitenciarului Sighet, la 16 septembrie 1952, trupul neînsuflețit fiindu-i aruncat în groapa comună de pe malul Izei.

## Decorații
- Ordinul „Coroana României” în gradul de Mare Ofițer (7 noiembrie 1941)[1]